# Atypophthalmus (Atypophthalmus) mendicus
Atypophthalmus (Atypophthalmus) mendicus is een tweevleugelige uit de familie steltmuggen (Limoniidae). De soort komt voor in het Afrotropisch gebied.